# Henrik 5., greve af Luxembourg
Henrik 5., greve af Luxembourg (født 1217, død 24. december 1281), kendt som Henrik den Store eller Henrik den Blonde var greve af Arlon fra 1226 til 1281. Han var også Herre af Ligny fra 1240, greve af Luxembourg og La Roche fra 1247 til sin død. Desuden var han greve af Namur i 1256–1264.
Henrik 5. var søn af Waleran 3, hertug af Limburg-Luxembourg og blev selv far til Henrik 6., greve af Luxembourg og farfar til Henrik 7., der var tysk-romerske kejser i 1312 – 1313.